# Somnium Scipionis
De Somnium Scipionis (Latijn: De droom van Scipio) is het afsluitende tekstdeel van Cicero's Republiek (VI, paragraaf 9 tot 29), waarin Publius Scipio Aemilianus, de triomfator in de oorlog tegen Carthago (146 v.Chr.), vertelt over zijn droom waarin hij door de hemelsferen reist om zijn overleden vader en grootvader, Scipio Africanus, te spreken. Dat doet hij in de hoogste sfeer, de gelukzalige verblijfplaats van deugdzame zielen die het beste voor hadden met hun vaderland. Vanuit die regionen bekijkt Scipio de kosmos met de aarde en beschrijft hij de harmonie van het geheel. De Republiek is geïnspireerd door Plato's Staat, en ook dat werk eindigt met een droomvisioen, de Mythe van Er. 
De Droom lijkt enigszins los te staan van de rest van de Republiek door de toon en invalshoek. De Republiek gaat over politieke filosofie, het aardse leven, en het vormen van een politieke utopie, maar de Droom is vooral kosmologisch en gericht op het eeuwige: de sterren, planeten en de zielen in het hiernamaals. Toch is de Droom wel degelijk een essentieel sluitstuk van zijn politieke filosofie: daarin bepleit Cicero namelijk dat het in een ideale staat belangrijk is dat alle geledingen samenwerken; daarbij vergelijkt hij het politieke samenspel in de politiek met harmonie in de muziek. En dat laatste is een afspiegeling van de goddelijke harmonie die we in het beschreven universum terugvinden bij de beschrijving van de harmonie der sferen. Als we dus samenwerken in de politiek, imiteren we in feite de harmonie in de kosmos. Scipio leert verder dat Carthago onderworpen zal worden en dat hem politieke beproevingen in Rome staan te wachten, waarbij hij zich moet inzetten voor het gemenebest. De goden belonen de individuen voor hun sociale en politieke engagement en vaderlandsliefde door in de hoogste sfeer te mogen voortleven. Binnen de eeuwige sferen van de hemellichamen worden echter de nietigheid van de aarde en het nog kleinere Romeinse rijk benadrukt, en roem is slechts tijdelijk. De nadruk op eeuwige, kosmische harmonie en de harmonie van de planeetsferen rondom de aarde is pythagoreïsch, hoewel Cicero niet de pythagoreïsche doctrine van reïncarnatie behandelt.
In de middeleeuwen kende men de Droom van Scipio los van de Republiek dankzij een uitvoerig commentaar op dat deel ervan door de neoplatonist Macrobius (5e eeuw). Mozart heeft het Somnium Scipionis naar het libretto van Pietro Metastasio op muziek gezet: Il sogno di Scipione, KV126 (1772).

## In Nederlandse vertaling
- Somnium Scipionis, of De droom van Scipio, 2011. ISBN 9789073199316 (Latijnse tekst en Nederlandse vertaling)

## Bron
- Deusen, N. van. Cicero Refused to Die: Ciceronian Influence through the Centuries. Leiden: Brill, 2013.
- Steel, C. The Cambridge Companion to Cicero. Cambridge: Cambridge University Press, 2013.